# Homoneura patella
Homoneura patella är en tvåvingeart som beskrevs av Shewell 1971. Homoneura patella ingår i släktet Homoneura och familjen lövflugor. Inga underarter finns listade i Catalogue of Life.